# Pucungrejo
Pucungrejo is een bestuurslaag in het regentschap Magelang van de provincie Midden-Java, Indonesië. Pucungrejo telt 8144 inwoners (volkstelling 2010).